# Von Numers (adelsätt)
von Numers, skrevs före adlandet Nummens och Numens, är en svensk-finsk adelsätt, som härstammar ifrån den i Lübeck födde handelsmannen i Narva Lorentz Numers. Han adlades 1653 von Numers och introducerades 1654 på svenska riddarhuset som ätt nummer 596. Ätten har inte sedan 1836 varit representerad i Sverige, men immatrikulerades på finska riddarhuset 1818 som ätt nummer 50 och på riddarhuset i Riga som ätt 137.